# Cantonul Sainte-Marie
Cantonul Sainte-Marie este un canton din arondismentul Saint-Denis, Réunion, Franța.